# 中亚林蛙
中亚林蛙（学名：Rana asiatica）为蛙科蛙属的两栖动物。分布于中亚哈萨克斯坦，吉尔吉斯斯坦和中国大陆新疆，主要活动于温带各种较湿的地区。该物种的模式产地在天山伊犁河。